# Numero di Leyland
In matematica e in teoria dei numeri, un numero di Leyland è un numero della forma
{\displaystyle x^{y}+y^{x}}
con {\displaystyle x} e {\displaystyle y} numeri interi tali che {\displaystyle 1<y\leq x}. Tali numeri prendono il nome dal matematico britannico Paul Leyland, che li ha studiati approfonditamente. I primi numeri di Leyland sono
8, 17, 32, 54, 57, 100, 145, 177, 320, 368, 512, 593, 945, 1124 (sequenza A076980 in OEIS)
La condizione che {\displaystyle x} e {\displaystyle y} siano entrambi maggiori di 1 è importante, poiché senza di essa qualsiasi numero intero potrebbe essere visto come un numero di Leyland della forma {\displaystyle x^{1}+1^{x}}. La richiesta che sia {\displaystyle x\geq y} viene usualmente introdotta per evitare di ripetere due volte gli stessi numeri di Leyland a causa della proprietà commutativa dell'addizione.
Alcuni numeri primi di Leyland sono
17, 593, 32993, 2097593, 8589935681, 59604644783353249, 523347633027360537213687137, 43143988327398957279342419750374600193 (sequenza A094133 in OEIS)
che corrispondono a
32 + 23, 92 + 29, 152 + 215, 212 + 221, 332 + 233, 245 + 524, 563 + 356, 3215 + 1532.